# 韩国正教会
韓国正教会（韓語：한국 정교회），又稱韓國都主教區（英語：Metropolis of Korea），是君士坦丁堡普世牧首区在韓國的一個主教區。教座爲首爾的正教会圣尼古拉斯圣堂。
韓國正教會起源於1900年，最初曾先後屬圣彼得堡都主教區、海參崴的主教區管轄，在日俄戰爭後改屬東京總教區（1931年改為東京都主教區），1970年又改隸屬紐西蘭都主教區。直到2004年才獨立設置都主教區。
韓國正教會的教堂包括：
- 正教会圣尼古拉斯圣堂，首爾
- 正教会圣母喜报圣堂，釜山
- 正教会圣保罗圣堂，仁川